# Monte Merapi
Monte Merapi(Indonesia)

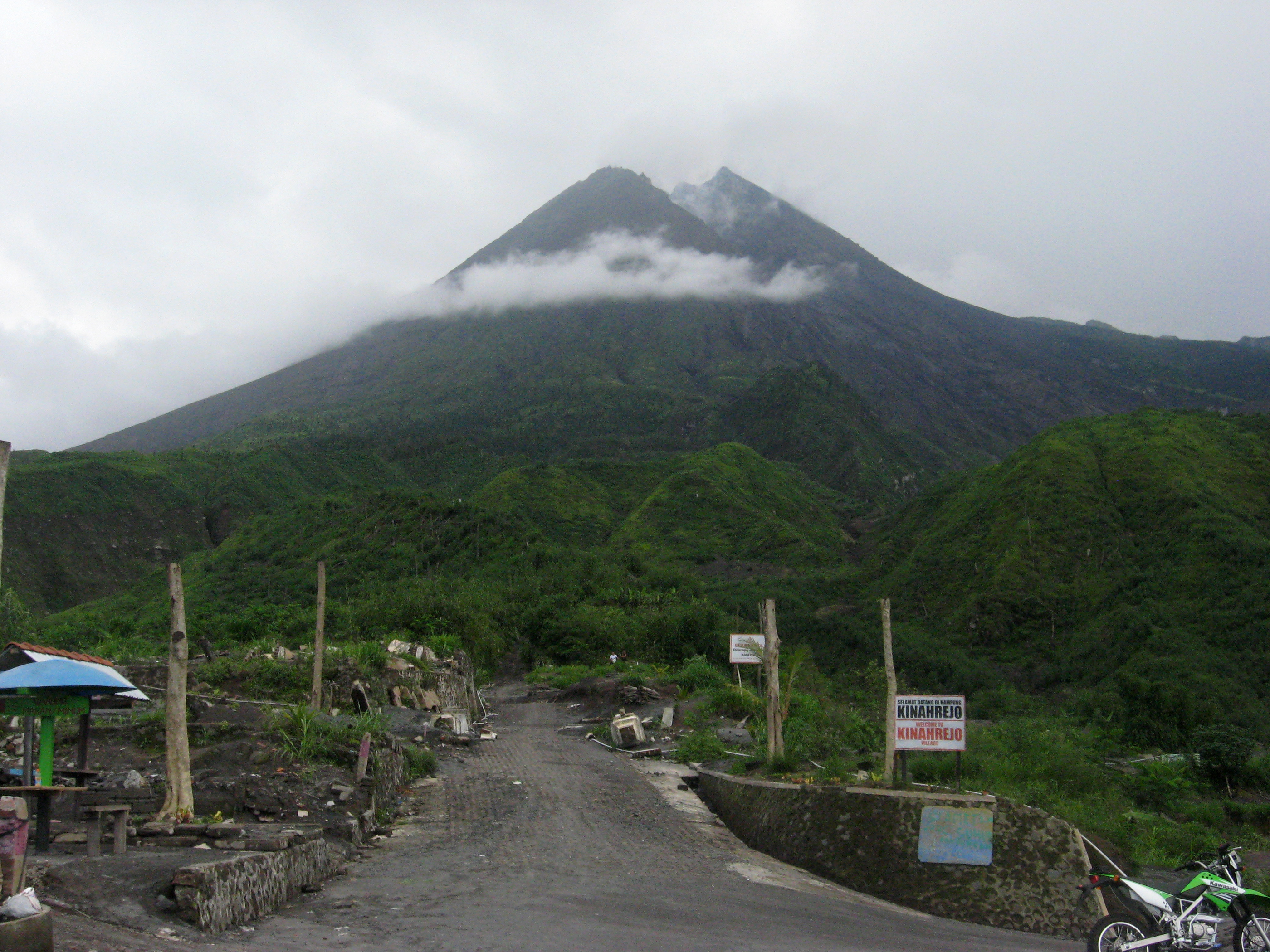
O monte Merapi em 2011

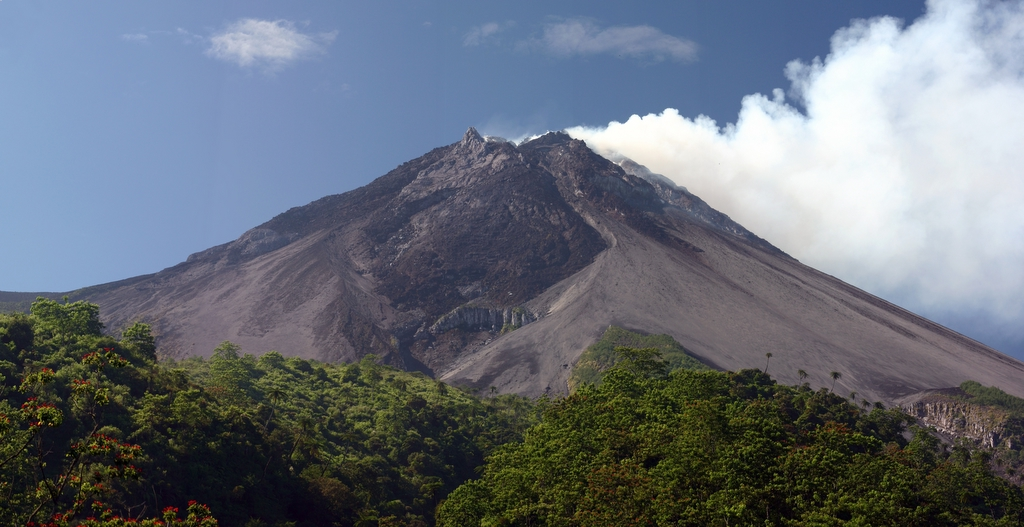
O monte Merapi em 2006

O monte Merapi (em indonésio: Gunung Merapi, que significa "montanha do fogo") é um vulcão localizado na ilha indonésia de Java. Atinge os 2968 m de altitude e é o vulcão mais ativo da Indonésia — país que tem a maior densidade de vulcões do mundo — tendo matado mais 1300 pessoas em 1930. Em 1994 teve nova erupção e pelo menos 50 pessoas morreram. Em 2010 houve outra, a última erupção, e mais 304 mortes.

## Erupção em 2010
Em 25 de outubro de 2010 houve mais uma erupção do Merapi que forçou deslocamento de 14 mil pessoas.
A erupção causou 304 mortes e cobriu vilas inteiras de cinzas.
A segunda erupção foi mais forte que a anterior duas semanas após a erupção de 26 de Outubro de 2010:
Na madrugada do dia 05/11/2010, o vulcão Merapi entra novamente em erupção e causa mais 69 mortes na Indonésia.- Pelo menos 69 pessoas morreram e outras 71 ficaram feridas devido a uma nova erupção, elevando a mais de 100 o número de vítimas fatais desde que a atividade começou, em 25 de outubro de 2010. Quase todos os corpos foram encontrados no distrito de Sleman, a maioria no vilarejo de Bronggang, a 15 km da cratera e situado, portanto, dentro do perímetro de segurança que mais uma vez foi ignorado pelos habitantes, informaram fontes oficiais.
A erupção soou como um trovão durante a madrugada e lançou ao céu colunas de cinzas e fragmentos de rocha de até seis quilómetros de altura, intensificando os rios de lava que descem da montanha e provocando nuvens tóxicas a temperaturas superiores aos 750 graus centígrados.
No centro da ilha de Java, a explosão pôde ser escutada a 20 quilómetros de distância, relataram os vulcanólogos indonésios, que acreditam que a erupção desta sexta-feira foi a mais forte até o momento e muito mais potente do que a primeira, de 25 de Outubro, na qual morreram quase 30 pessoas.
Segundo os relatos de várias testemunhas, dezenas de pessoas com os rostos cobertos de cinzas se afastaram a pé ou de moto do vulcão, enquanto o exército efetuou evacuações em caminhões cheios de mulheres e crianças.

## Outras erupções
Em 1930, uma erupção do Merapi destruiu 13 vilarejos, causando a morte de mais de mil pessoas.

## Criação do monte Merapi
Embora a maioria das aldeias vizinhas tenham seus próprios mitos sobre a criação do monte Merapi, eles têm algo em comum. Acredita-se que quando os deuses acabaram de criar a Terra, a ilha de Java estava desequilibrada por causa da colocação do monte Jamurdipo na extremidade oeste da ilha. A fim de assegurar o equilíbrio, os deuses decidiram que a montanha devia ser movida para o centro de Java.
No entanto, dois armeiros, Empu Rama e Empu Permadi, estavam forjando um sagrado keris no local onde o monte Jamurdipo era para ser colocado. Os deuses advertiram-lhes que iriam mover uma montanha para lá, e que eles deveriam sair, Empu Rama e Empu Permadi ignoraram esse aviso. Na raiva, os deuses enterraram os dois armeiros sob o monte Jamurdipo; seus espíritos mais tarde se tornaram os governantes de todos os seres místicos na área. Em memória deles, o monte Jamurdipo foi rebatizado mais tarde como Merapi, que significa "fogo de Rama e Permadi".